# Andrzej Czyżewski (ekonomista)
Andrzej Jan Czyżewski (ur. 1947) – polski ekonomista, profesor nauk ekonomicznych.

## Życiorys
W 1970 r. ukończył studia ekonomiki handlu wewnętrznego w Szkole Głównej Planowania i Statystyki w Warszawie, w 1973 r. obronił pracę doktorską, w 1983 r. habilitował się. W 1998 r. uzyskał tytuł profesora nauk ekonomicznych.
Został zatrudniony na Uniwersytecie Ekonomicznym w Poznaniu i w Kujawsko-Pomorskiej Szkole Wyższej w Bydgoszczy, oraz na Uniwersytecie Zielonogórskim.
Jest członkiem rady naukowej w Instytucie Ekonomiki Rolnictwa i Gospodarki Żywnościowej - Państwowego Instytutu Badawczego, oraz członkiem Komitetu Nauk Ekonomicznych PAN.
Był członkiem Komitetu Ekonomiki Rolnictwa PAN, Komitetu Ekonomii Rolnictwa i Rozwoju Obszarów Wiejskich PAN, Komisji Promocji Zootechniki i Rybactwa; Komitetu Nauk Zootechnicznych i Akwakultury PAN, a także Sekcji II - Nauk Ekonomicznych Centralnej Komisji do Spraw Stopni i Tytułów.